# Sicalis
Sicalis F. Boie, 1828 è un genere di uccelli della famiglia Thraupidae. A volte classificata nella famiglia dei passeri americani, gli Emberizidae, studi più recenti hanno dimostrato che questo genere appartiene alla famiglia Thraupidae.

## Tassonomia e specie
Il genere Sicalis fu creato nel 1828 dallo zoologo tedesco Friedrich Boie. Il nome deriva dal greco antico σικαλίς/sikalis, un piccolo uccello dalla testa nera, menzionato da Epicharmus, Aristotele e altri autori, forse riferendosi ad un membro del genere Sylvia. La specie tipo è il fringuello zafferano (Sicalis flaveola). Il genere contiene 13 specie.
| Specie di Sicalis                                              | Specie di Sicalis | Specie di Sicalis |
| Nome comune e binomiale                                        | Immagine          | Distribuzione |
| -------------------------------------------------------------- | ----------------- | --- |
| Fringuello giallo dalla coda striata (Sicalis citrina)         |                   | Argentina, Bolivia, Brasile, Colombia, Guyana, Paraguay, Perù, Suriname e Venezuela |
| Fringuello gola sulfurea (Sicalis taczanowskii)                |                   | Ecuador e Perù |
| Fringuello giallo dalla groppa brillante (Sicalis uropygialis) |                   | Altipiani del Perù, della Bolivia e del nord del Cile e dell'Argentina |
| Fringuello zafferano (Sicalis flaveola)                        |                   | Ecuador, Perù occidentale, Brasile orientale e meridionale, Bolivia, Paraguay, Uruguay, Argentina settentrionale e Trinidad e Tobago |
| Fringuello giallo dalla fronte arancione (Sicalis columbiana)  |                   | Brasile, Colombia e Venezuela |
| Fringuello giallo delle praterie (Sicalis luteola)             |                   | Colombia a sud e ad est fino alle Guiane e al centro dell'Ecuador, Perù e Brasile. Gli uccelli che si riproducono più a sud in Argentina e Uruguay migrano in Bolivia e nel Brasile meridionale durante l'inverno australe. Esistono anche popolazioni isolate in America centrale e in Messico |
| Fringuello giallo testa fulva (Sicalis luteocephala)           |                   | Ande della Bolivia e dell'estremo nord dell'Argentina |
| Fringuello giallo della Patagonia (Sicalis lebruni)            |                   | Argentina e Terre del Fuoco; anche in Cile |
| Fringuello giallo verdastro (Sicalis olivascens)               |                   | Ande dell'Argentina, Bolivia, Cile e Perù |
| Fringuello giallo di Monte (Sicalis mendozae)                  |                   | Argentina occidentale |
| Fringuello giallo maggiore (Sicalis auriventris)               |                   | Argentina e Cile |
| Fringuello giallo di Raimondi (Sicalis raimondii)              |                   | Perù |
| Fringuello giallo di Puna (Sicalis lutea)                      |                   | Argentina, Bolivia e Perù |